# Arșița, Vaslui
Arșița este un sat în comuna Bogdana din județul Vaslui, Moldova, România.